# 222P/LINEAR
La cometa LINEAR 46, formalmente 222P/LINEAR, è una cometa periodica appartenente alla famiglia delle comete gioviane. Sebbene al momento della scoperta sia apparsa subito una cometa al secondo passaggio al perielio inizialmente è stata ritenuta un asteroide e solo in seguito è stata identificata con la cometa osservata al precedente passaggio al perielio.
La cometa ha la particolarità di avere MOID relativamente piccole, dell'ordine dei 10 milioni di km con la Terra, Venere e Marte con conseguenti passaggi ravvicinati.